# 鈴木佐大夫
鈴木佐大夫（すずきさだゆう，永正8年（1511年）－天正13年（1585年）），本名重意（しげおき），戰國時代紀伊國人、雜賀眾首領。有子鈴木重兼、鈴木重秀和鈴木重朝（爭論）。

## 生涯
佐大夫前半生幾乎沒有史料記載，只知道是生於永正8年（1511）。紀伊國名草郡雜賀城的城主，領有7萬石餘。
在石山合戰中，佐大夫率領雜賀眾加入顯如的一揆軍，於本願寺圍城戰中以僅僅600人的鐵砲隊擊傷織田信長和信長麾下大將佐佐成政。
天正8年（1580）本願寺與信長在朝廷斡旋下達成和解，佐大夫也在顯如仲裁過程中降伏。為了爭取傭兵福利，佐大夫和信長之間發生鬥爭，內部產生摩擦。2年後（1582）信長在本能寺之變中死去，雜賀眾再次獨立為傭兵集團。
天正12年（1584）小牧長久手之戰，佐大夫站在德川家康一方參戰，但是羽柴秀吉於隔年（1585）率大軍攻打紀伊，佐大夫在內部分裂及兵力物資缺乏下投降。死因一說是藤堂高虎向秀吉獻策而被迫自刃於粉河（現在的紀之川市）。

## 關連項目
- 鈴木氏